# Anelasmocephalus osellai
Espèce
Anelasmocephalus osellai est une espèce d'opilions dyspnois de la famille des Trogulidae.

## Distribution
Cette espèce est endémique des Abruzzes en Italie.

## Description
Les mâles mesurent de 3,0 à 3,5 mm et les femelles de 3,6 à 3,7 mm.

## Systématique et taxinomie
Cette espèce a été décrite par Martens et Chemini en 1988.

## Étymologie
Cette espèce est nommée en l'honneur de Giuseppe Osella.

## Publication originale
- Martens & Chemini, 1988 : « Die Gattung Anelasmocephalus Simon, 1879. Biogeographie, Artgrenzen und Biospezies-Konzept (Opiliones: Trogulidae). » Zoologische Jahrbücher, vol. 115, p. 1–48.